# آلیس اس تایلر
آلیس سارا تایلر (زاده ۲۷ آوریل ۱۸۵۹ – درگذشته ۱۸ آوریل ۱۹۴۴) کتابدار و فعال آمریکایی بود.

## زندگی شخصی
تایلر در دکاتور، ایلینوی، به دنیا آمد، او دختر جان و سارا رونی تایر و از نوادگان رئیس‌جمهور جیمز مونرو و جان تایلر بود. او هرگز ازدواج نکرد و تا زمان مرگش در سال ۱۹۴۴ با دوست و همکارش بسی سرجنت اسمیت در یک آپارتمان مشترک زندگی می‌کرد.

## شغل
آلیس اس. تایلر در سال ۱۸۹۴ از مؤسسه فناوری آرمور (در حال حاضر موسسه فناوری ایلینویز) مدرسه کتابداری بود که به کادر کتابخانه عمومی کلیولند پیوست و به عنوان رئیس بخش فهرست‌نویسی فعالیت کرد. از سال ۱۹۰۰ تا ۱۹۱۳، او به عنوان دبیر کمیسیون کتابخانه ایالت آیووا خدمت کرد و در این مدت کتابخانه‌های موجود را بهبود بخشید و کتابخانه‌های جدیدی تأسیس کرد. طبق گفته استوارت (۲۰۱۳)، «در دوران رهبری تایر، کتابخانه‌های عمومی در آیووا شکوفا شدند، زیرا او بر آموزش کتابداران، گسترش سیستم کتابخانه‌های سیار و افزایش تعداد کتابخانه‌ها از ۴۱ به ۱۱۳ نظارت داشت». او یک مدرسه تابستانی در دانشگاه ایالتی آیووا راه‌اندازی کرد و از سال ۱۹۰۱ تا ۱۹۱۲ به عنوان مدیر در آنجا خدمت کرد.
در بررسی دوره تایر در آیووا، استوارت (۲۰۱۳) بیان می‌کند که «دوره سیزده‌ساله آلیس اس. تایر در آیووا، ایالتی را به جا گذاشت که دارای سیستم کتابخانه‌ای قوی‌تر و توسعه‌یافته‌تر، با کتابداران آموزش‌دیده بیشتر، کتابخانه‌های بیشتر و ساختمان‌های کتابخانه‌ای بیشتری بود. ساختمان‌های کتابخانه جدید، که اکثراً با کمک‌های کارنگی تأمین مالی شده بودند، قابل مشاهده‌ترین جنبه رشد کتابخانه در ایالت بودند. مستندات نشان می‌دهد که به عنوان دبیر کمیسیون کتابخانه آیووا، تایر به‌طور خاص از این تأمین مالی حمایت یا آن را ترویج نکرد. در عوض، واضح است که تایر به سرعت باور داشت که ساختمان‌های تأمین مالی شده توسط کارنگی دو معضل بالقوه برای جوامع آیووا به همراه دارند: ساختمان‌ها اغلب با کارایی ضعیف طراحی شده بودند و شرط کارنگی مبنی بر حمایت ۱۰ درصدی به این معنی بود که کتابخانه‌ها اساساً برای رشد و توسعه بیشتر، تأمین مالی نشده بودند. با وجود مخالفت خاموش تایر با کمک‌های کارنگی در دوران اصلی سمتش به عنوان دبیر و تماس منطقه‌ای کمیسیون کتابخانه ایالت آیووا، در دسامبر ۱۹۰۸ او درخواست‌هایی از افراد در اوکلاهما و داکوتای جنوبی برای دریافت کمک‌های کارنگی به منظور تأمین مالی برنامه‌های کتابخانه‌شان دریافت کرد. پاسخ او به این درخواست‌ها حاوی اطلاعات مهم و انتشارات مرتبط دربارهٔ فرایند و مزایای تأمین مالی کارنگی بود که وقتی بررسی شد، مشخص شد که او هرگز این اطلاعات را به جوامع آیووا ارائه نکرده بود. از آنجا که انتقاد از پتانسیل تأمین مالی کارنگی هرگز برای تایر از نظر سیاسی مناسب نبود، او در نوشته‌های مختلفش سعی کرد این عواقب منفی بالقوه را کاهش دهد. متأسفانه، نوشته‌های او همچنین نشان می‌دهد که او چه تأثیر کمی داشت، زیرا جوامع آیووا در نهایت چهارمین تعداد بالای ساختمان‌های تأمین مالی شده توسط کارنگی در کشور را دریافت کردند. به طرز عجیبی، توسعه کتابخانه‌های آیووا با وجود تردیدهای مداوم تایر در مورد مزایای سخاوت کارنگی انجام شد.»

### ۱۹۰۰–۱۹۱۳: تأمین مالی کتابخانه در داونپورت، آیووا
یکی از جنجال‌های خاموشی که از مأموریت فرهنگی اندرو کارنگی برای تأمین مالی کتابخانه‌ها ناشی شد، در داونپورت، آیووا، رخ داد، زمانی که کارنگی به دبیر شخصی‌اش، جیمز برترام، اجازه داد تا شرایط لازم برای دریافت تأمین مالی را تعیین کند و آلیس س. تایر به شدت به آن اعتراض کرد. بق گفته شانا اس. استوارت (۲۰۱۳)، در دوره‌ای که تایر به عنوان نخستین دبیر کمیسیون کتابخانه آیووا (از اکتبر ۱۹۰۰ تا اوت ۱۹۱۳) خدمت می‌کرد، تعداد کتابخانه‌های عمومی رایگان از ۴۱ به ۱۱۳ افزایش یافت که ۸۴ مورد از این کتابخانه‌ها با کمک‌های کارنگی ساخته شدند. پیش از این، تأمین مالی کتابخانه‌ها عمدتاً از منابع محلی تأمین می‌شد که تایر آن را به منابع خارجی ترجیح می‌داد. اگرچه تایر به‌طور علنی علیه کمک‌های کارنگی مبارزه نکرد، اما او به‌طور خاموش به پذیرش این منابع مالی توسط جوامع اعتراض داشت به چند دلیل اصلی. برای دریافت این کمک‌ها، جوامع موظف بودند یک مکان برای ساخت ساختمان اهدا کنند و به‌طور قراردادی توافق کنند که ۱۰ درصد از هر گونه تأمین مالی کارنگی را به مدت ۱۰ سال تأمین کنند. تایر معتقد بود که این کمک‌ها و تأمین مالی کافی نیستند تا اجازه رشد و توسعه مناسبی که او برای کتابخانه‌های ایالت آیووا تصور می‌کرد، فراهم کنند.
تضاد منافع بین تایر و مقامات مختلف ایالت و نهادهای اجتماعی که با شرایط کارنگی موافقت کرده بودند، به مسائل مربوط به طراحی، کارایی و خدمات کتابخانه گسترش یافت. در حالی که اعتراضات تایر در طول زمان خاموش باقی ماند، او به‌وضوح نظرات خود را دربارهٔ عواقب منفی پذیرش گسترده و غیرقابل نظارت کمک‌های کارنگی بیان کرد. استوارت (۲۰۱۳) همچنین اشاره می‌کند که مفاد توافق بین جوامع و کارنگی هیچ نقش نظارتی، مشاوره‌ای یا تأیید برای تایر تعریف نکرده بود. در واقع، در طول سال‌ها، هر پیشنهادی که تایر دربارهٔ هر جنبه‌ای از ساخت کتابخانه‌ها مطرح کرد، نادیده گرفته شد و در نتیجه تأثیر واقعی او بر نتیجه پروژه کتابخانه‌های عمومی رایگان آیووا بسیار کم بود.

### دانشگاه وسترن ریزرو
از سال ۱۹۱۳ تا ۱۹۲۹، او به عنوان مدیر دانشکده علوم کتابداری در دانشگاه وسترن ریزرو خدمت کرد. او در سال ۱۹۲۰–۱۹۲۱ سومین زن رئیس انجمن کتابخانه‌های آمریکا شد. از ۱۹۲۵ تا ۱۹۲۹، او به عنوان دکترای دانشکده علوم کتابداری در دانشگاه وسترن ریزرو (اکنون دانشگاه کیس وسترن رزرو) فعالیت کرد. تایر پس از بازنشستگی از دانشگاه در ۱۳ ژوئن ۱۹۲۹ به عنوان دکترای افتخاری منصوب شد.

## انتشارات
- تأثیر طرح کمیسیون دولت شهر بر کتابخانه‌های عمومی ۱۹۱۱
- برخی از جنبه‌های پیشرفت کتابخانه ۱۹۲۱
- استخدام برای مدارس کتابخانه ۱۹۲۲
- آموزش برای کتابداری: همان‌طور که هست و ممکن است ۱۹۲۴ باشد
- گسترش کتابخانه: یک مسئولیت ملی ۱۹۲۸
- لزوم آموزش تخصصی بیشتر برای کتابدار شهرستان ۱۹۳۱

## دستاوردهای دیگر
- سردبیر فصلنامه کتابخانه آیووا ۱۹۰۱–۱۳
- رئیس انجمن مدارس کتابخانه آمریکا ۱۹۱۸–۱۹۱۹
- رئیس باشگاه کتابخانه کلیولند و حومه ۱۹۲۲–۲۳
- رئیس انجمن کتابخانه ایالت اوهایو ۱۹۲۲–۲۳
- عضو اتحادیه زنان رای‌دهنده (LWV) کلیولند
- عضو لیگ شهروندان کلیولند بزرگ
- رئیس باشگاه زنان شهر کلیولند

## برای مطالعهٔ بیشتر
- AALS: The Lost Years 1925-1928 توسط دونالد جی. دیویس، جونیور و فلورانس آر. کورتیس
- کتابداری آمریکایی: برخی از زنان نوشته ویلیام جی. همیلتون